# Evert Björn
Evert Björn, född den 21 januari 1888, död den 21 december 1974, var en svensk medeldistanslöpare, idrottsledare. Han tävlade för IFK Stockholm och Järva IS.
Evert Björn hade världsrekordet på 1 000 meter 1910 till 1913. Han var svensk rekordhållare på 800 meter 1908 till 1909 och 1911 till 1914. Han deltog på 800 meter och 1 500 meter vid OS både 1908 och 1912, och nådde härvid som bäst en niondeplats på 1 500 meter 1912.

## Karriär
Den 7 juni 1908 i Stockholm förbättrade Björn Kristian Hellströms svenska rekord på 800 meter från 1902 till 2:02,7. Den 13 juli deltog Björn i en av semifinalerna på 1 500 meter vid OS i London, men blev utslagen. Den 20 juli slogs han också ut i en av semifinalerna på 800 meter.
Den 26 juni 1909 i Malmö förbättrade han sitt svenska rekord på 800 meter ytterligare till 2:00,2. Rekordet slogs senare samma år av Ernst Wide.
1910 satte Evert Björn världsrekord på 1000 meter, i det han slog fransmannen Henri Deloges rekord på 2:36,4 från 1901 med ett lopp på 2:35,8. Han behöll världsrekordet (och motsvarande svenska rekord) till 1913 då John Zander förbättrade det.
Den 24 september 1911 i Stockholm lyckade Evert Björn återta det svenska rekordet på 800 meter från Ernst Wide, med 1:57,6. Han behöll rekordet till 1914 då Helge Torén slog det.
Vid OS i Stockholm 1912 ställde Evert Björn upp på 800 meter, tog sig vidare från försksheaten, men slogs ut i en av semifinalerna. På 1 500 meter gick han till final, men hamnade där på delad nionde plats.